# 辛德惠
辛德惠（1931年12月24日—1999年5月27日），辽宁开原人，中国土壤学与农业生态学专家。

## 生平
1954年毕业于北京农业大学。1962年获苏联莫斯科国立大学科学副博士学位。1995年当选为中国工程院院士。